# Лучинское (городской округ Подольск)
Лучинское — деревня в Подольском районе Московской области России. Входит в состав сельского поселения Лаговское (до середины 2000-х — Лаговский сельский округ).

## Население
Согласно Всероссийской переписи, в 2002 году в деревне проживало 23 человека (7 мужчин и 16 женщин). По данным на 2005 год в деревне проживало 32 человек.

## Расположение
Деревня Лучинское расположена у Московского малого кольца примерно в 12 км к юго-западу от центра города Подольска. На западе Лучинское граничит с деревней Никулино. У деревни Лучинское останавливается автобус № 48, следующий до станции Подольск.